# Il poeta e i pazzi
Il poeta e i pazzi (The Poet and the Lunatics) è una serie di racconti gialli di G. K. Chesterton, pubblicata per la prima volta nel 1929.

## Trama
Protagonista dei racconti è Gabriel Gale, «pittore che sprecava la maggior parte del suo tempo facendo il poeta». I racconti lo vedono impegnato in varie vicende investigative in cui sono coinvolti personaggi in bilico tra sanità mentale e follia. Laddove il concreto positivismo post-vittoriano sembra arenarsi di fronte a fatti inspiegabili, l'acume "artistico" di Gabriel Gale, nascosto dietro i modi sempre stralunati e distratti, si rivela sorprendentemente esatto nello spiegare la verità.

## Edizioni
- G. K. Chesterton, Il poeta e i pazzi, traduzione di Frida Ballini, Milano, Bompiani, 2010, ISBN 978-88-452-6427-6.[1]
- G. K. Chesterton, La logica del delitto, traduzione di Igor Longo, collana Il Giallo Mondadori, n. 3063, Mondadori, 2012,  p. 258.[2]